# Suurijärvi (sjö i Nyslott, Södra Savolax)
Suurijärvi är en sjö i kommunen Nyslott i landskapet Södra Savolax i Finland. Arean är 36 hektar och strandlinjen är 5,77 kilometer lång. Sjön  ingår i Vuoksens huvudavrinningsområde.   Den ligger omkring 73 kilometer öster om S:t Michel och omkring 270 kilometer nordöst om Helsingfors. 